# قلعة بوديام
قلعة بوديام (بالإنجليزية: Bodiam Castle)‏ بناها السيرإدوارد دالينجريج عام 1385 ميلاديًا. وكان دالينجريج فارسًا لدى إدوارد الثالث، وبعد الحصول على إذن من الملك ريتشارد الثاني، بنى القلعة بحجة حماية المنطقة من الغزو الفرنسي أثناء حرب المئة عام. وعند وجود خطة رباعية الزوايا، لم يكن لدى قلعة بوديام حماية، حيث بُنيت غرفها الدائرية المختلفة حول الجدران الدفاعية الخارجية وملاعبها الداخلية. يتم وضع علامة على أركانها ومداخلها بواسطة أبراج يعلوها crenellations. يشير هيكلها/ بنيتها وتفاصيلها ووضعها في منظر طبيعى مائى مصطنع إلى أن العرض كان جانبًا هامًا من جوانب تصميم القلعة وأيضًا الدفاع. حيث كانت موطنًا عائلة دالينجردج ومركزًا لقصر بوديام.
امتلكت عدة أجيال من دلنغريس قلعة بوديام، إلى أن انقرض نسلهم، عندما شهدت القلعة بزواج في عائلة ليونكر.دعم السيد توماس ليونكر خلال حروب الورود مجلس لانكستر، وعندما أصبح ريتشارد الثالث من اسرة يورك ملكا في عام 1483، وزع فرقة / قوة لمحاصرة قلعة بوديام.وهو غير مسجل عما إذا كان الحصار مضى قدما/ استمر، ولكن يعتقد البعض ان القلعة استسلمت دون مقاومة كبيرة. وتم مصادرة القلعة، ولكن عائلة ليونكرز استعادوها عندما أصبح هنرى السابع من اسرة لانكستر، ملكا عام 1485. وامتلك/حكم احفاد ليونكرز القلعة حتى القرن 16 على الاقل.
مع بداية الحرب الاهلية الانجليزية عام 1641، استحوذاللورد تانيت على قلعة بوديام. وقام باتييد مسالة الملكية، ومبايعة القلعة ليساعد في دفع الغرامات المفروضة عليه من قبل البرلمان. ولاحقا تم تفكيك / اخلاء القلعة، وتُركت بمثابة تدمير /خراب ضخم حتى اشتراها جون فولر عام 1829. تم استعادة القلعة جزئيا تحت رعايته قبل ان يتم بيعها إلى جورج كوبت، 1 بارون اشكومب ، ولاحقا تم بيعها إلى اللورد كيرزون ، حيث قام كلاهما بمزيد من أعمال الترميم للقلعة.تتم حماية القلعة كبناء مدرج من الدرجة الأولى وكنصب تذكارى مجدول. وامتلكها الصندوق الاستئمانى الوطنى منذ عام 1925، حيث تبرعوا بها على شرف وفاة اللورد كيرزون، وهي مفتوحة للجميع.

## معلومات عامة / الخلفية

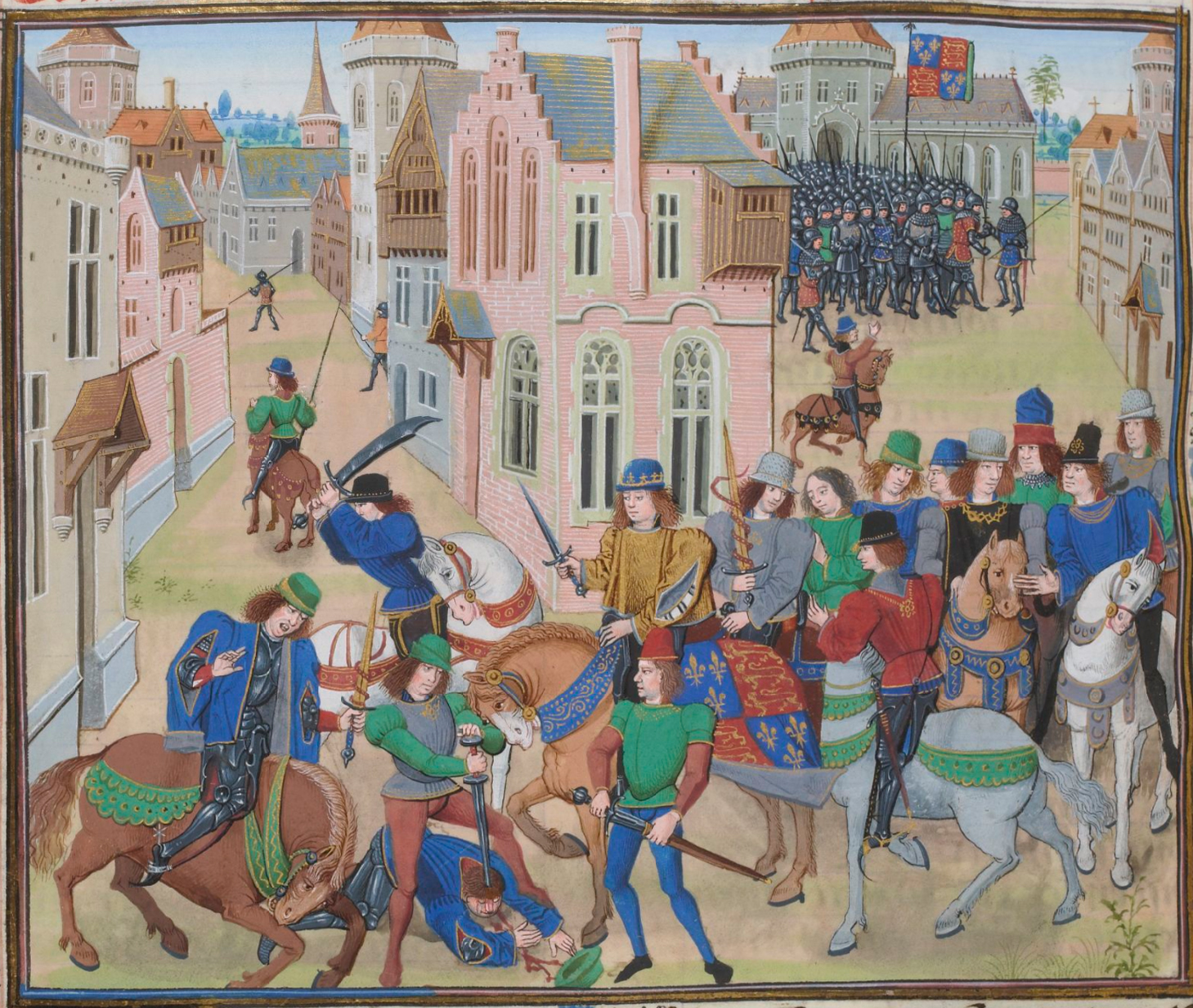
صورة من القرن 15 لوصف وفاة وات تايلر، زعيم ثورة الفلاحين عام 1381. ساعد ادوارد دالنجردج ريتشارد الثانى في اخماد/تخريب الثورة

كان ادوارد دلنجردج الابن الاصغر حيث حُرم من عقارات والده خلال/ اثناء ممارسة نظام البكورة ، ولذلك فاضطر إلى صنع مستقبله بنفسه. حيث امتلك في عام 1378، قصر بوديام عن طريق الزواج من داخل عائلة من ملاك الاراضى. ومنذ عام 1379 حتى 1388، كان دلنجردج فارس شاير للسسوكس وكان واحدا من أكثر الاشخا نفوذا في البلاد. وبمرور الوقت، اقنع الملك بالحصول على ترخيص للسرنيليت (بناء القلعة)، حيث خاضت حرب المائة عام بين إنجلترا وفرنسا منذ ما يقرب من 50 عاما. اكد ادواردالثالث من انجلترا (حكم 1327-1377) على ادعاءه / سيطرته على العرش الفرنسى وتامين اراضى اكياتين وكاليه .كان ديلنجردج واحدا من الكثير من الإنجليز الذين سافروا إلى فرنسا للحصول على فرصتهم كاعضاء في الشركات الحرة –مجموعات من المرتزقة الذين حاربوا / قاتلو لاجل الاسعار العالية. وسافر إلى فرنسا عام 1367 مع ليونيل، حاكم كلارنس ونجل/ابن ادوارد الثالث. بعد انتهاء القتال مع ايرل اورندول، انضم دالنجردج إلى شركة السيد روبرت كوللنس، أحد القادة سيئين السمعة حيث اشتهر بصنع 100,000 تاج ذهبى كعميل ماجور بالسلب والنهب. واعُتبرت كعضو من الشركات الحرة حيث زودت دالنجردج بالمال لبناء قلعة بوديام; وعاد إلى إنجلترا عام 1377.
اكدت معاهدة بروجز (1375) على وجود سلام لمدة عامين، ولكن بعد انتهائها، استؤنف القتال بين إنجلترا وفرنسا. وفي عام 1377 قام ريتشارد الثانى باتباع ادوارد الثالث. خلال الحرب، تنافست إنجلترا وفرنسا من اجل السيطرة على القناة الانجليزية، وذلك بالهجوم على كلا السوحل. ومع استئناف القتال، اكد/ صوت البرلمان ان الاموال يجب ان تنفق في الدفاع وتحصين الساحل الجنوبى لانجلترا، وشُيدت الحصون في كينت تحسبا لاى غزو الفرنسى. كان هناك اضطرابات داخلية، فضلا على التهديدات الخارجية، واشترك دالنجردج في كبح/قمع ثورة الفلاحين عام 1381. وتم منح قصر بوديام ميثاق عام 1383 يسمح بالتسوق الاسبوعى وبعقد معرض سنوى. وفي عام 1385، تجمع اسطولا من السفن 1,200 - مختلفة التكلفة، والبواخر، والقوارب - فتجمعت عبر القناة الإنجليزية في سلايز ، فلاندرز ; واصبح سكان جنوب إنجلترا في حالة من الزعر، وفي وقت لاحق من هذا العام، مُنح ادوارد دلنجردج ترخيص بتحصين قصره .

## البناء والاستخدام

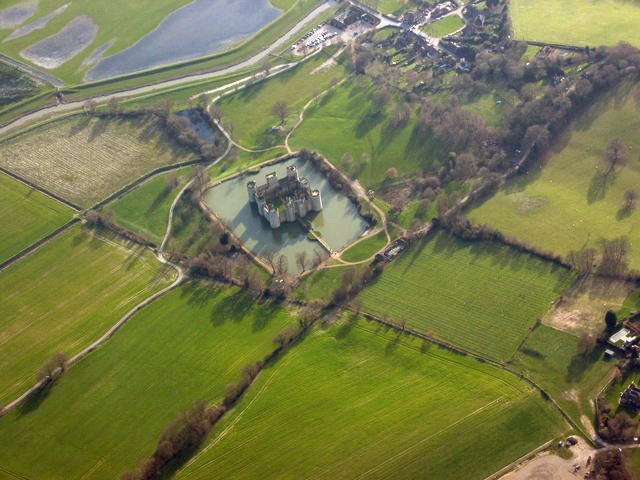
تم بناء قلعة بوديام على موقع حديث.

| قلعة بوديام | عليك ان تعرف انه من النعم المهمة علينا اننا مُنحنا واعُطينا ترخيص نيابة عن انفسنا وممتلكاتنا ، بقدر ما يكمن في داخلنا ، لحبيبنا المخلص ادوارد دالنجردج نايت ، انه يقوى بجدار من الحجر والجير وسيرنيلات وربما يبنى ويًضع في قصره في بوديهام ، بالقرب من البحر ، في اقليم /محافظة سوسيكس ، للدفاع عن البلاد المجاورة ، ومقاومة اعدائنا ...وشهادة من الخ . كان الملك في وستمنستر 20 أكتوبر . | قلعة بوديام |

- مقتطف من الترخيص الذي سُمح لادوارد دلنجردج ببناء قلعة، من الرولز 1385 - 1389.
سمح ترخيص ريتشارد الثانى لدلنجردج باعادة تحصين قصره الموجود، ولكن بدلا من ذلك فقد اختار موقع جديد لبناء القلعة عليه. حيث اكتمل البناء في المرحلة الأولى، واغلب القلعة مبنية على نفس الطراز المعمارى. واستنتج عالم الاثار ديفيد ثاكراى من هذا انه تم بناء قلعة بوديام بسرعة، ومن المحتمل/ربما بسبب الخطر القادم من الفرنسيين. وكانت القلاع الحجرية عادة ما تستغرق وقت طويلا ومكلفة في البناء، وغالبا/عادة ما تكلف الالاف من الجنيهات. وكان دلنجردج كابتن ميناء بريست في فرنسا 1386- 1387، ونتيجة لذلك فلربما تغيب في السنوات الأولى من بناء القلعة. وحلت محل القصر القديم كمقر دلنجردج الاساسى /الرئيسى وكمركز ادارى للقصر. لم يتم تسجيلها حينما اكتملت قلعة بوديام، ولكن اقترح / أعلن ثاكرى انها كانت قبل 1392 ; لم يكن لدى دلنجردج فترة طويلة ليقضيها في القلعة المكتملة، حيث انه / لانه توفي عام 1395.
ورث ابن ادوارد، جون دالنجردج، عقاراته، بما في ذلك القلعة، حيث انه كان مثل ابيه، تمتع جون بصلاحية الملك وتم وصفه ب«فارس الملك». مُنح عام 1400 تعويض سنوى من قبل الملك قدره 100 علامة. وتُوفي في 27 سبتمبر عام 1408، اكدت / ضمنت وصيته ان ممتلكاته تخص / تنتمى إلى ارملته، اليس. لم يكن جون واليس لديهم أطفال، لذلك عند وفاتها /توفت عام 1443 صُدرت / اعُطيت ممتلكاتهم والقلعة إلى ريتشارد دالنجردج، ابن عم جون. وتوفي ريتشارد دون كتابة وصيته، لذلك طبقا لوصية جون، فصُدرت الممتلكات لاخت ريتشارد فيليبا عام 1470. حيث كانت متزوجة من السيد توماس ليونكر، الذي ينتمى إلى عائلة سوسيكس البارزة /المشهورة الذين يملكون اراضى في جميع انحاء البلاد.

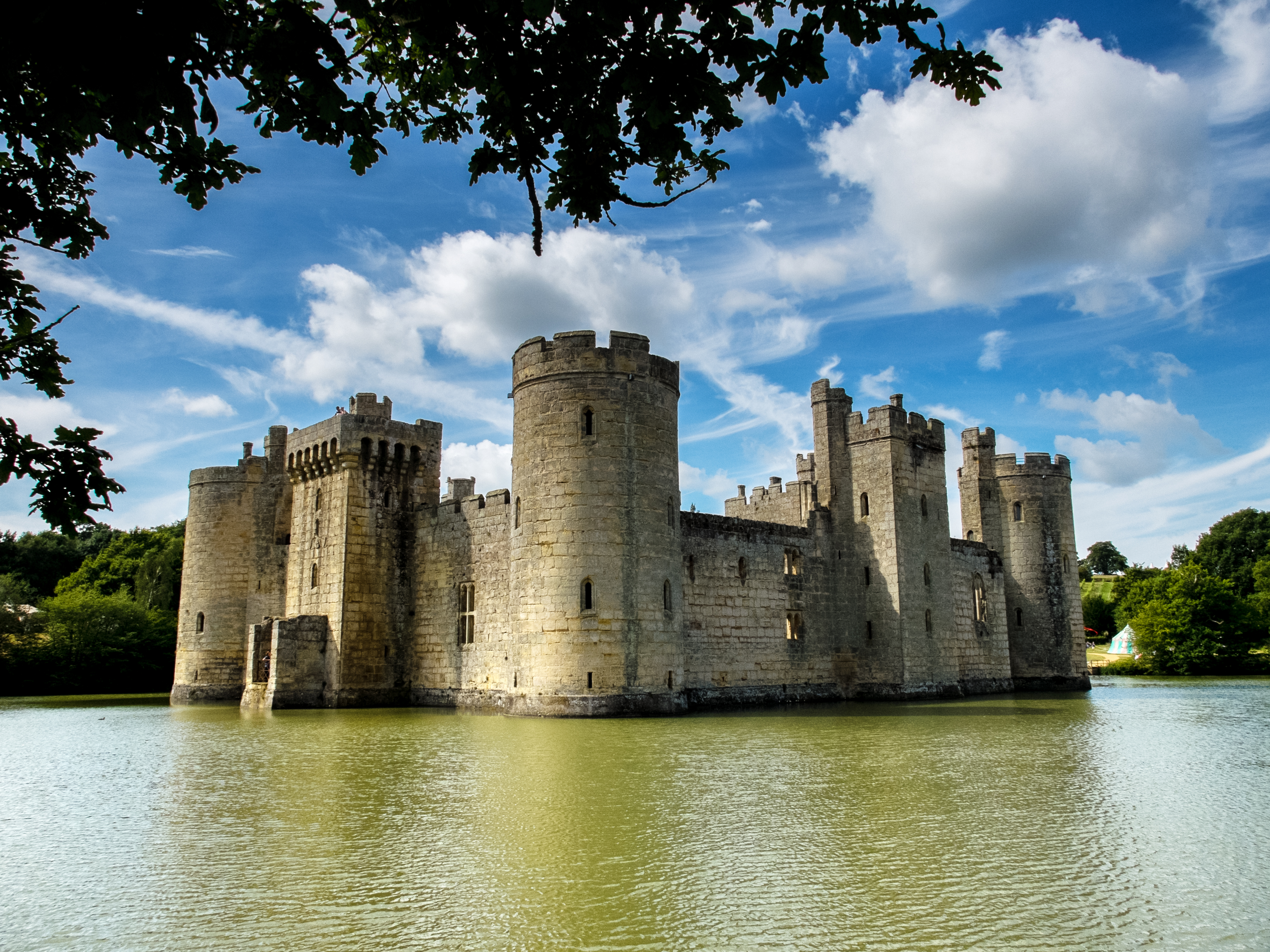
استعد توماس هوارد، حاكم سوررى، لمحاصرة قلعة بوديام، عام 1483.

وكان السيد توماس ليونكر من المؤيديين لاسرة لانكاستر خلال حرب الورديتين ، التي بدات عام 1445. عندما تولى ريتشارد الذي كان من اسرة يورك العرش كريتشارد الثالث عام 1483، اتهم ليونكر بالخيانة وتزويد الرجال بالاسلحة في جنوب شرق إنجلترا. وفي نوفمبر عام 1483، سمح/اعطى ريتشارد اذن لعم ليونكر وتوماس هوارد، حاكم سوررى، بفرض ضريبة على الرجال وبمحاصرة قلعة بوديام، حيث قام بتاسيسها ليونكر. لم يتم تسجيل ما إذا كان الحصار قد مضى قدما ام ل، فاقترح/ فاكد ثاكارى ان ليونكر استسلم دون مقاومة كبيرة. وتم مصادرة ممتلكاته، واصبح نيكولوس ريجبى شرطيا في القلعة. وعند انضمام/ تولى هنرى السابع إلى العرش، تم إلغاء/ قام بإلغاء الإدانة ، وارجاع قلعة بوديام إلى ليونكر. على الرغم من ذلك، لم يتم استرجاع جميع الاراضى إلى العائلة حتى عام 1542. تم امتلاك قلعة بوديام من قبل اجيال عديدة من عائلة ليونكر. على الرغم من ان وراثة القلعة كانت تُتبع عبر القرون 16 و 17، كان هناك القليل مما يشير إلى كيفية استخدامها في هذه الفترة، أو إذا كانت العائلة قضت كثير من الوقت في ذلك.
عقب وفاة السيد روجر ليونكر عام 1543، قُسمت ممتلكاته بين احفاده. وتم تقسيم القلعة والقصر. اشترى جون ليفيت من عائلة ساليهورست القلعة عام 1588. وفي عام 1623، اشترى السيد نيكولاس توتفن معظم عقارات القلعة، حيث أصبح لاحقا ايرل/حاكم تانيت. ورث ابنه /نجله، جون توتفن، الحاكم الثانى لتانيت، ممتلكات نيكولاس بعد/عقب وفاة والده عام 1631; حيث ان جون توتفن جمع شمل ممتلكات القلعة والقصر عندما اشترى قلعة بوديام عام 1639. كان جون توتفن مؤيدا للقضية الملكية خلال الحرب الاهلية الانجليزية، وشن هجوم على لويس، وتورط في هزيمة الملكيين في هايواردس هيث. وصادرالبرلمان بعض اراضيه عام 1643، وأكثر من ذلك في 1644، وايضا تغريمه 9,000£(اليوم 1,400,000 £). ولكى يساعد في دفع الغرامة، باع توتفن القلعة بمبلغ 6,000£ (اليوم 920,000£)في مارس عام1644 إلى ناثانيل باول، عضو برلمانى.

## الدمار الملحوظ

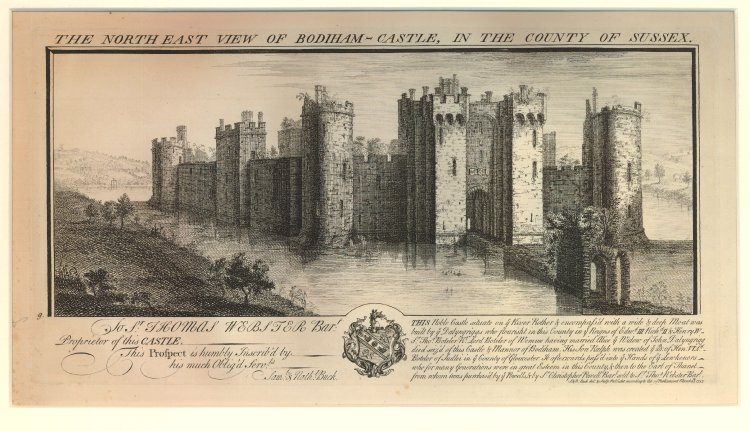
لوحة منقوشة قام بها صموئيل وناثانيل باك عام 1737، تُوضح قلعة بوديام من الشمال الشرقى.

بعد انتهاء لحرب الاهلية، عُين باول كعضو/برونت بواسطة تشارلز الثانى. على الرغم من انه غير مسجل/مُدون متى تم تفكك قلعة بوديام (مُهانة)، فمن المحتمل انها تفككت بعد ان اشتراها باول. خلال وبعد الحرب الاهلية، أُهُينت العديد من القلاع بمنعهم لاعادة استخدامها. لم يتم تدميرهم بالكامل، وفي بعض حالات الرعاية طُلب منهم عدم تشويه الهيكل بلا داعى.وفي بوديام، اُعتُبر ان هذا كافي لتفكيك الباربيكان، والجسور، والمبانى داخل القلعة. عندما توفي ناثانيل باول في 1674 أو 1675، تم مصادرة قلعة بوديام لنجله، الذي يسمى أيضا ناثانيل. وبعد وفاة ناثانيل الثانى، صُدرت/وُرث القلعة اليزابيث كلثرو، ومعه زوجة ابنه.
اشترى السيد توماس ويبستر القلعة عام 1722. ولاكثر من قرن، توافدت/وُرثت قلعة بوديام والقصر المرتبط بها لعائلة ويبستر. وفي هذه الفترة أصبح موقعها له شعبية باعتبارها نوع من الجذب السياحى نظرا لارتباطها بفترة العصور الوسطى. تُؤرخ الرسوم الأولى لقلعة بوديام من منتصف القرن 18، عندما صُورت /اُعُتبرت كدمار متزايد مع ايفى. كانت الانقاض والمبانى في العصور الوسطى مثلها مثيل قلعة بودام تُستخدم كمصدر الهام لانتعاش العمارة الجوسوكية وكترميم/ تجديد الهياكل/المبانى القديمة.
بدء السيد غودفرى ويبستر في البحث عن مشتريين للقلعة في عام 1815، واستطاع بيعها اخيرا في عام 1829 و24 فدان (10 هكتار) من الاراضى المحيطة بها لجون " ماد جاك" بقيمة 3000 £ (£ 240,000 اليوم). واصلح فيولر أحد الابراج، واضاف بوابات جديدة إلى الموقع، وازال الكوخ الذي تم بناؤه داخل القلعة في القرن 18; واعُتقد / وكان من المعتقد انه اشترى القلعة لمنع عائلة ويبستر من تفكيكها واعادة استخدام موادها. وقد قام جورج كيوبت، سُمى لاحقا بارون اشكومب، بشراء القلعة و 24 فدانا من (97,000 M2) من حفيد فيولرعام 1849، لاكثر من 5000 £ (£ 460,000 اليوم). واستكمل كيوبت التجديدات التي بداها فيولر. وكلف المسح المفصل لقلعة بوديام عام 1864، واجرى الاصلاحات في البرج في الزاوية الجنوبية الغربية من الموقع، التي انهارت تماما. لتواجد بعد ذلك اسلوب جديد للانقاض المغطاة بايفى. لم يتم ازالة الغطاء النباتى على الرغم من التاثير الضار لها على البناء، وتُركت الاشجارالتي ترسخت في الفناء.

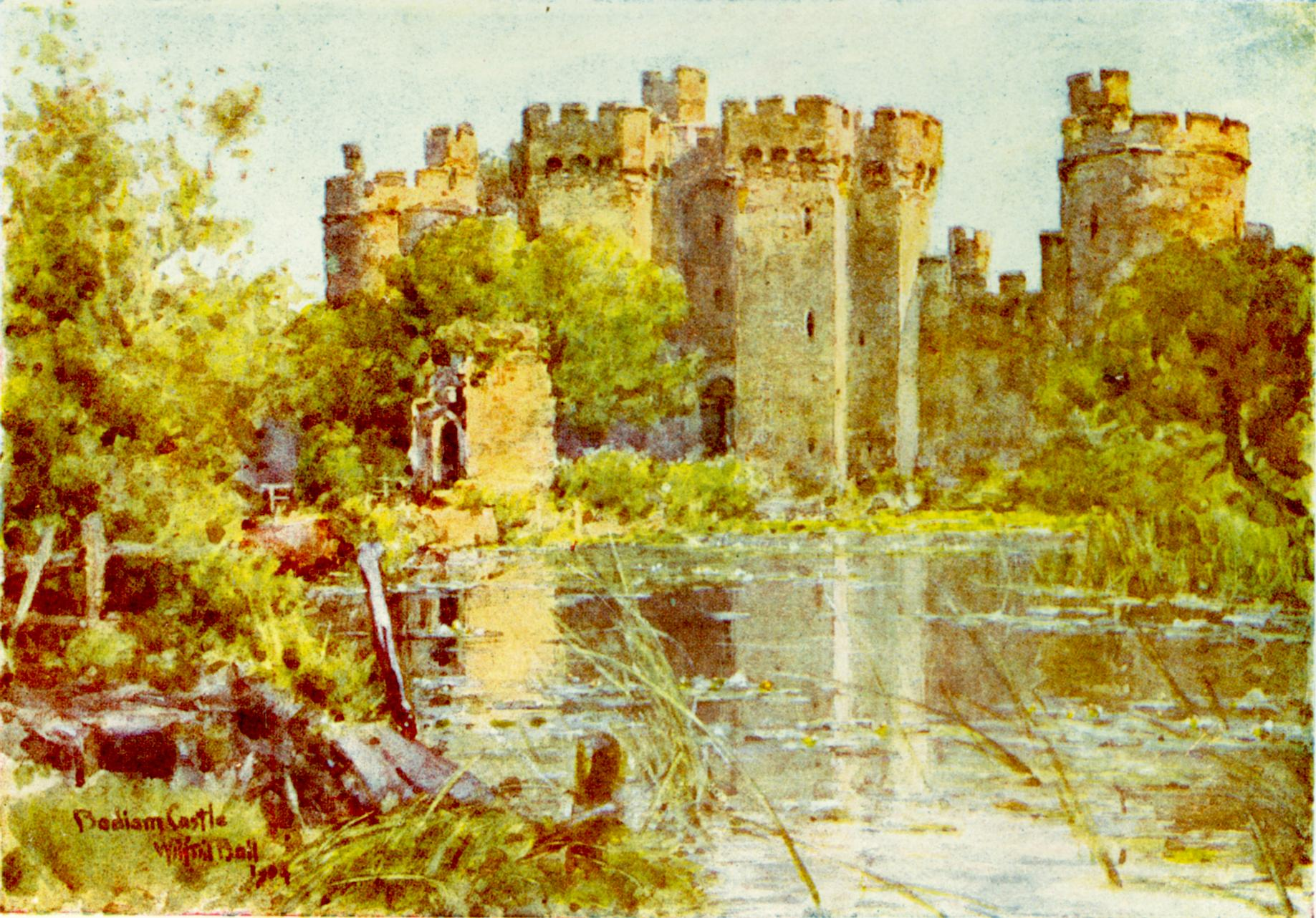
الوان مائية منذ عام 1906 بواسطة ويلفريد بول حيث توضح الانقاض المتضخمة والخندق المهمل في القلعة. بعد تفكيكها جزئيا، أصبحت قلعة بوديام بمثابة خرابة.

اشاراللورد كيرزون ان «كنزا نادرا[كقلعة بوديام] لا ينبغى ان يضيع من بلدنا ولا ان يُدنس».ووضع كيرزون الاستفسارات حول شراء القلعة، ولكن كيوبت لم يرغب في بيعها. ومع ذلك، بعد وفاة كيوبت، استطاع كيرزون عقد اتفاق مع نجل كيوبت، وقام بشراء قلعة بوديام وممتلكاتها عام1916. بدا كيرزون برنامجا من التحقيق في بوديام عام 1919، ومعه المهندس المعمارى وليام وير فقامو باستعادة اجزاء من القلعة. وكان الخندق، في المتوسط حوالى 5 أقدام (1.5 متر) عميقة ولكن 7 أقدام (2.1 متر) في الزاوية الجنوبية الشرقية، كان قد استنزف 3 أقدام (0.9 متر)من الطين وازالة الطمى؛ خلال عمليات التنقيب، تم اكتشاف مواطئ الاقدام / رسوخها في الجسور إلى القلعة. تم ازالة السياج والاسوار المجاورة لعرض جزء غير مرئى من القلعة. كان يوجد تنقيب في الداخل، واكتشفوا بئرا في الطابق السفلى من البرج الغربى. تم مسح الغطاء النباتى، واصلاح الاحجار، واعادة تاسيس الارضية الاصلية في جميع انحاء القلعة. وتم بناء كوخ لامداد المتحف لعرض العينات/ الاكتشافات الناتجة عن التنقيب ومنزل لتصريف الأعمال. اعُطيت قلعة بوديام إلى الصندوق الوطنى في عام 1925.
واصل الصندوق الوطنى أعمال الترميم، واضاف اسقف جديدة للابراج والحراسة. استؤنفت أعمال الحفر في عام 1970، واستُنزف الخندق مرة أخرى. وقد اُستخدمت قلعة بوديام في مونتى بايثون والكأس المقدسة باقامة لقطة تحددها بانها«قلعة المستنقع» في تسلسل«حكاية السيد لانسلوت». قامت اللجنة الملكية في الآثار التاريخية إنجلترا بعمل مسح لأعمال الحفر المحيطة بقلعة بوديام عام 1990. وفي عام 1990، وُضعت قلعة بوديام في محور جدل بشأن دراسات القلعة على تحقيق التوازن بين تفسيرات النزعة العسكرية والاجتماعية لمثل هذه المواقع. وشددت المناقشان على عناصر كقوة ظاهرة للدفاع - كاستغلال الخندق- وعناصر الظهور. واقُترح ان الخندق تم استنزافه في يوم واحد بسبب ان السواتر المحيطة به لم تكن كبيرة، وانه على هذا النحو لا يشكل عقبة خطيرة لاى مهاجم. وايضا، كانت النوافذ الكبيرة في خارج القلعة نقاط ضعف دفاعية. كانت القلعة محور الاهتمام، حيث تعنى انها«مهمة وطنيا» مبنى تاريخى وموقع اثرى حيث اعُطى حماية ضد التغيير الغير مرح به. وهو أيضا بناء مدرج من الدرجة الأولى، ومعُترف بها باعتبارها هيكل مهم عالميا. اما اليوم فالقلعة مفتوحة لعامية الشعب، ووفقا للاحصائيات الصادرة عن رابطة المؤسسات الرائدة لجذب الزوار، حيث زراها حوالى 170,000 شخص عام 2014. ويرى المؤرخ تشارلز كولسون، ان بوديام«تُعتبر المثل الاعلى شعبية للقلاع في العصور الوسطى».

## العمارة
تم اختيار موقع القلعة ظاهريا لحماية الساحل الجنوبي إنجلترا من الغارات من قبل الفرنسيين. واختتم المسح للمناظر الطبيعية من قبل الهيئة الملكية للاثار انه إذا ظلت هذه الحالة، حيث تم اختيار موقع قلعة بوديام بشكل غير معتاد، كما هو الحال بعيدا عن السواحل في العصور الوسطى. 

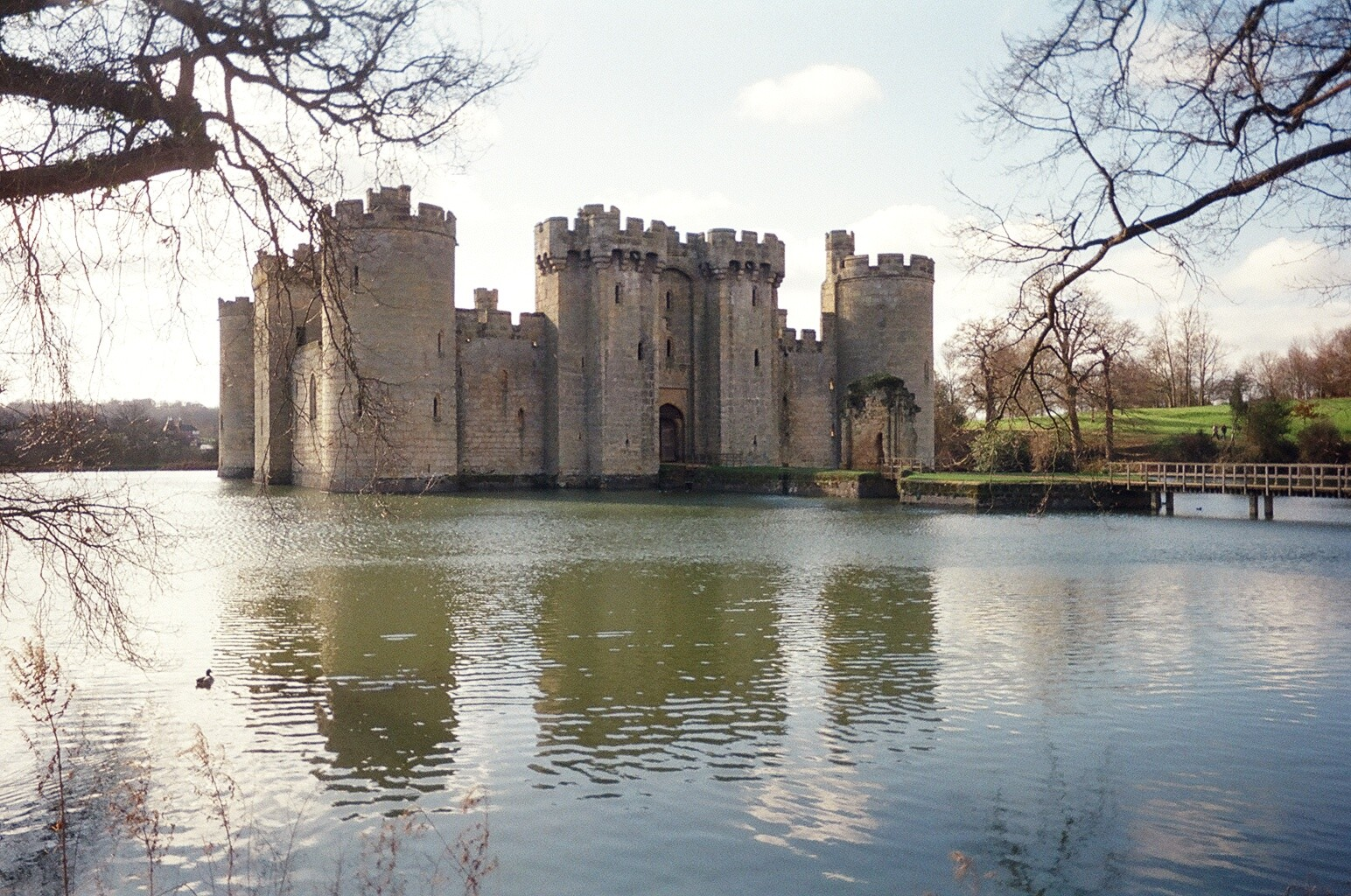
تم وصف قلعة بوديام بانها"منزل الاحلام لجُندى مُسن" عام 1960، على الرغم من ان دفاعاتها تُعتبر الان أكثر زخرفية من ان تكون عملية.

تم هندسة المنطقة المحيطة بقلعة بوديام عند بناء القلعة، لزيادة جاذبيتها الجمالية. وصف علماء الاثار اوليفر كريتون وروبرت هيجهام قلعة بوديام باعتبارها من أفضل الامثلة للمناظر الطبيعية لابهار / لزيادة جاذبية القلعة. كانت المعالم المائية في الاصل واسعة النطاق، ولكن الخندق المائى هو الذي نجا / بقى فقط، بالإضافة إلى / جنبا إلى جنب مع أعمال الحفر التي تبقت من البناء. ومستطيلة الشكل، فتم تزويد الخندق بالعديد من الينابيع، وبعضهم بداخلها. مما ادى إلى صعوبة استنزافها/تصريفها اثناء عمليات الحفر عام 1930. واستطاع الخندق منع المهاجمين من الوصول إلى قاعدة جدران القلعة، وفيما يتعلق بالقلعة فكان لديه اثر أيضا في جعل القلعة تبدو أكبر وأكثر روعة من خلال عزلها بمناظرها الطبيعية. ويُعتبر الخندق الآن كشكل خرافي/زخرفي أكثر من كونه حماية. كانت المقاربة للقلعة من خلال الخندق وبحيرات الاقمار الصناعية غير مباشرة، مما سيُتيح/ سيعطى للزوار وقتا لرؤية القلعة في روعتها المنظورة. وصف المؤرخ العسكرى الملك كاثكارت المقاربة بانها هائلة، واعتبرها متساوية مع قلاع القران 13 لادوارد الأول في ويلز، كقلعة كيرفيلى.
تقع القلعة تقريبا في منتصف الخندق. وتم ربط البوابة الخلفية في الجزء الخلفي في الضفة الجنوبية للخندق عن طريق جسر متحرك وجسر خشبى طويل. وحاليا، تم توصيل المدخل الرئيسى على الجهة الشمالية من القلعة عن طريق جسر خشبى، ولكن يشمل الطريق الاصلى جسرين: واحد من المدخل الرئيسى للجزيرة في الخندق، واخر يربط الجزيرة بالضفة الغربية. اما عن الجزء الأكبر فكان ثابتا، بغض النظر عن الجزء القريب للضفة الغربية، فاصبح هو الجزء المتحرك. واُطلق على الجزيرة التي تقع في الخندق باسم المُثمنة، وعثروا في الحفريات/أعمال التنقيب على دورة مياه، مما يوحى انه قد يكون هناك أحد الحراس في الجزيرة، على الرغم من انه غير واضح إلى اى مدى كان ذلك قويا. كانت المُثمنة متصلة بالباربيكيان عن طريق جسر، ومن المُحتمل ان يكون الجسر متحرك. واُستُنزفت ال28 دورة مياه للقلعة مباشرة في الخندق، حيث على حد تعبير /توضيح عالم الاثار ماثيو جونسون، كان يمكن ان يكون فعليا«المجارى مفتوحة».

### المدخل الخارجى والداخلى

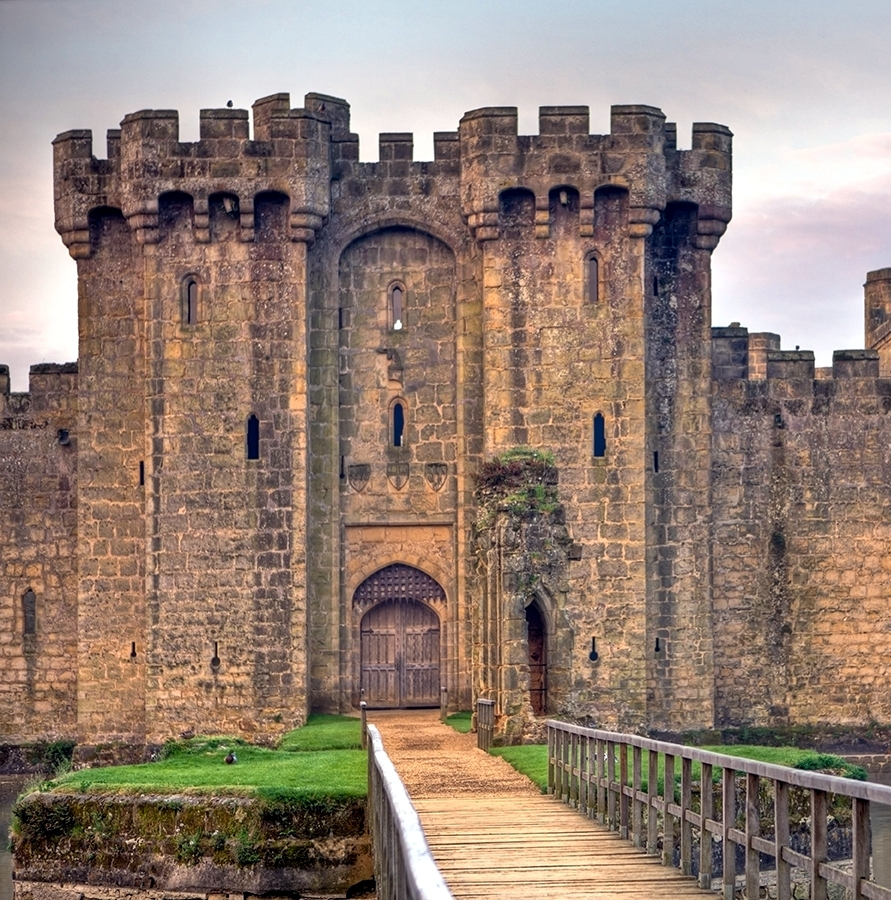
بوابة الحراسة الرئيسية لقلعة بوديام مع الباربيكان في الامام واوكتاجون امامها.

قلعة رباعية الزوايا، تُعتبر قلعة بوديام مربعة الشكل تقريبا. وكان هذا النمط من القلعة، بساحة مركزية ومبانى ضد الجدار الساتر، من سمات العمارة للقلعة في القرن14. وصف المؤرخ العسكرى الملك كاثكارت قلعة بوديام كاكثر مثال مكتمل باقى من القلعة الرباعية الزوايا. وهناك ابراج دائرية في كل من الزوايا الاربع، مع ابراج مربعة رئيسية في الجدران الجنوبية والشرقية والغربية. والمدخل الرئيسى عبارة عن برج مزدوج للحراسة في الوجه الشمالى من القلعة. وهناك مدخل ثانى من الجنوب؛ والبوابة الخلفية عبارة عن برج مربع في وسط الجدار الجنوبى. وتضم الابراج ثلاثة طوابق عالية، أطول من الجدران الساترة والمبانى في القلعة التي تتالف من طابقين.
ويوجد بين المُثمنة (اوكتاجيون) والحراسة الرئيسية في الجدار الشمالى، الباربيكان، حيث تبقى القليل منها – مجرد قطعة من الجدار الغربى- على الرغم من ان الهيكل كان في الاصل طابقين. ويشمل النسيج المتبقى فتحة لمشبك حديدى للبوابة الشمالية للباربيكان، وذلك على الرغم من عدم وجود مفصلات للبوابات. ويوضح اساس الحمامات / الطوابق ان الطابق الثانى يوفر مساحة للسكن، وربما ان تكون هي غرفة الحارس. وتوضح رسومات من اواخر القرن 18 انه لا يزال الطابق الارضى من الباربيكان قائما ويحتوى على تفاصيل كانشاء العقود داخل الممر. 

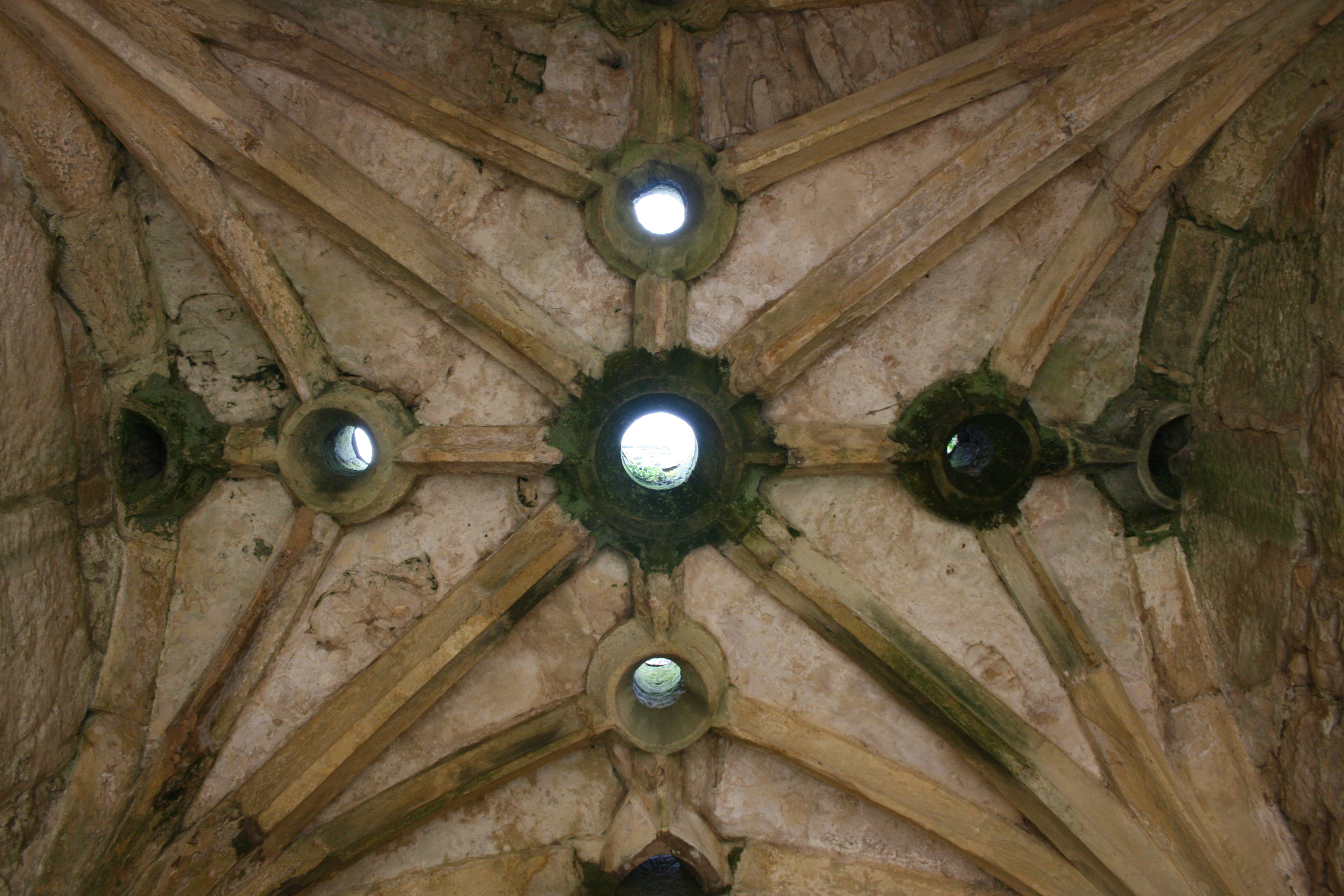
فتحات الاغتيال في بوابة الحراسة لقلعة بوديام.

تتكون بوابة الحراسة في الجدار الشمالى للقلعة من ثلاثة طوابق عالية، مُوصلة الآن من خلال جسر ثابت، وكانت مرتبطة بالباربيكان من خلال جسر متحرك. ويعتبر الجزء العلوى من البوابة ماتشيكولاتيد، وتغلق بوابة المقاربة بحلقات بندقية في ابراج الحراسة. وتُعتبر بوابة الحراسة ، الجزء الوحيد من القلعة التي لديها حلقات بندقية، وتُرصع الحائط الساتر والابراج بنوافذ للاستخدام المنزلى وليس العسكرى. ويوجد غرف للحراس في الطابق الارضى والطابق السفلى. وكان الممر في الاصل لديه ثلاثة طوابق خشبية. ويوجد فوق المدخل للممر قوس في طريق البوابة، وذلك على الرغم من انها لا تودى إلى اى طريق. وسقف الممر خلال بوابة الحراسة في القلعة ، أصبح مقبب ومتطرق بثقوب مميتة. كانت تُستخدم الفتحات القاتلة على الارجح في اسقاط الاشياء/ الضربات على المهاجمين، مشابهة ب ماتشيكوليشنز، أو لسكب الماء لاطفاء الحريق.
يوجد تماما فوق البوابة، ثلاث طبقات من الاسلحة منحوتة بارزة في القوس؛ بالترتيب من اليسار إلى اليمين توجد اسلحة عائلات وارديوكس، وديلنجردج، وراديندن. وكانت اسرة وارديوكس تنتمى إلى زوجة ادوارد دالنجردج؛ وكانت عائلة راديندن على صلة بدالنجردج. ويوجد فوق الاسلحة، نحت لرئيس يونيكورن على خوذة، كرمز للنبل. كان البوابة الخلفية مُزينة بثلاثة طبقات من الاسلحة؛ ويُعتبر السلاح الرئيسى هو السيد روبرت كولنس، حيث حارب من اجله السيد «ادوارد دالنجردج» في حرب المائة عام، ولكن الذين رافقوه كانو غير مفيدين.

### الصورة الداخلية

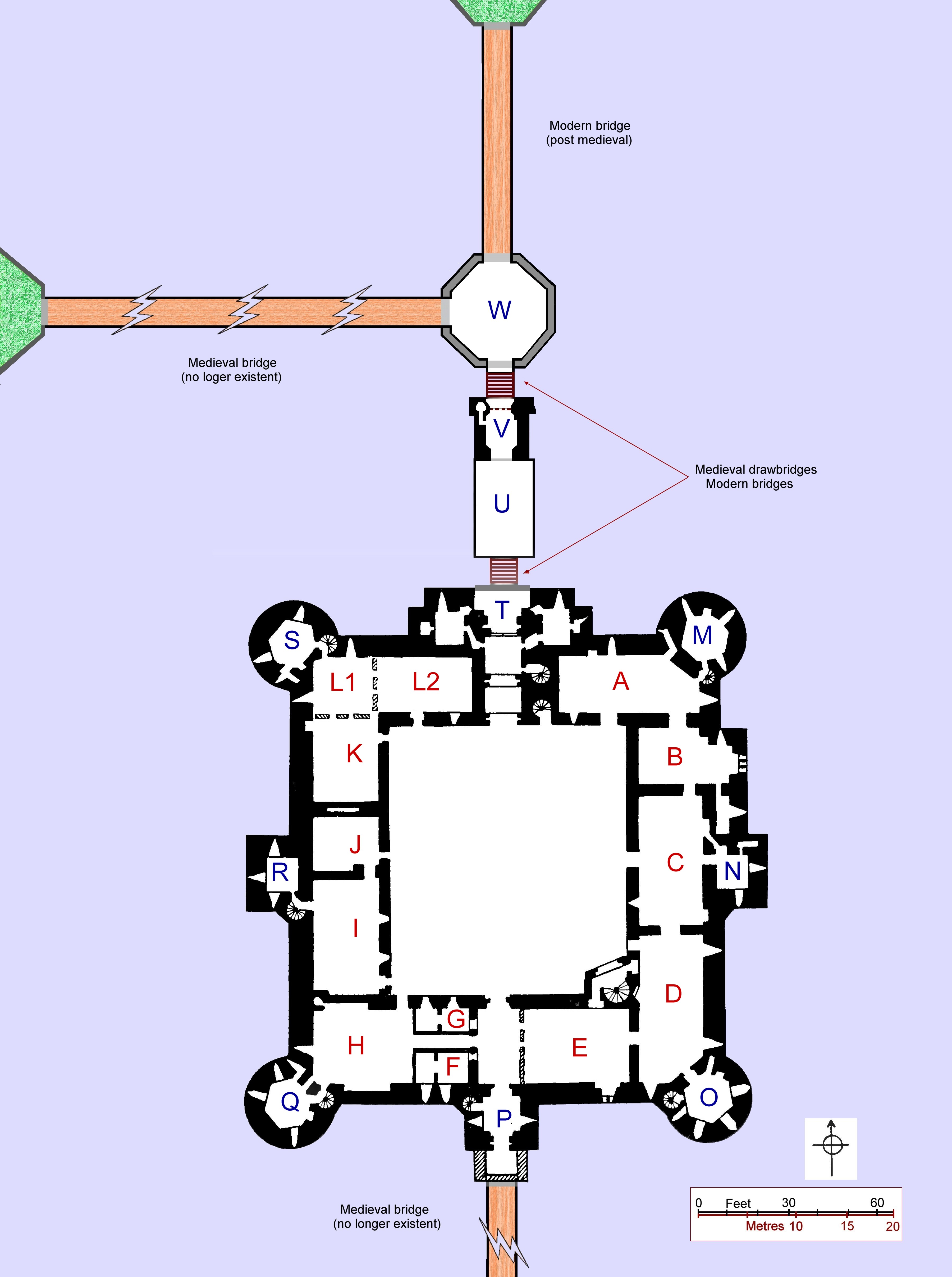
خطة قلعة بوديام. لا تشتمل على الباربيكان. ولكن اشتملت على اقسام من الجدار التي لم تعد تصلح. A. الشقق المنزلية، B. كنيسة صغيرة، C. غرفة، D. غرفة كبيرة، E. قاعة السيد، F. المُزبد، G. المخزن، H. المطبخ، I. صالة التوكيل،J. قاعة التوكيل،. J من المحتمل انها غرفة انتى (وتوضح بعض الخطط ، والبعض غرفتين او ثلاثة). K، L1 و L2 كغرفة واحدة،LI. محتمل ان تكون غرف الخدم، L2. اسطبلات. برج M. شمال شرق، برج N. الشرق، برج O. جنوب شرق، برج P. خلفي، برج Q. الجنوب الغربي، برج R. الغربية، برج S. شمال غرب (والسجن)، T. جيتهاوس (مع غرف الحرس إلى اليسار واليمين)، جسر U. الداخلية، V. باربيكان الخارجي، جسر جورج الخارجي.

على الرغم من ان السطح الخارجى للقلعة صمد إلى حد كبير، الا ان السطح الداخلى تدمر. واصطفت المبانى الداخلية في القلعة، الحوائط الساترة. ومع ذلك، فالبقية كبيرة إلى درجة تكفي لاعادة خطة للقلعة. وتم تقسيم الهيكل/البناء إلى مناطق منفصلة للمعيشة للسيد واسرته. وضيوفه ذوات المكانة العالية، والثكنات، والخدم. يتالف النطاق الجنوبى من القلعة من صالة كبيرة، والمطابخ، والغُرف. كان طول الصالة الكبيرة، إلى الشرق من موقع البوابة الخلفية، كان 24 بنسبة 40 أقدام (7.3 بنسبة 12.2 م)ومن الممكن انه بنفس طول الحوائط الساترة. اما بالنسبة للجهة الغربية من الصالة الكبيرة فكان يوجد مخزن ومُزبد، مُرتبط بالصالة الكبيرة بواسطة شاشات الممر. تُوصل الثلاث اقواس الواقفة إلى غُرف مختلفة، والمخزن، والمُزبد، والمطبخ كان في اقصى الغرب للنطاق الجنوبى. وهذا التصميم كان نوذج للمنازل الضخمة في العصور المتوسطة. كانت الصالة الكبرى مركز للاجتماع في القلعة، حيث كان يستضيف السيد الضيوف فيه. كان المُزبد والمُخزن يشتغلو/ يحتلو في الطابق السفلى، وفوقهم كان يوجد غرفة تتعلق بهدف غير معلن عنه. كان المُزبد يمتلك /لديه قبو واستخدمه لتخزين البيرة والخمر، في حين ان المُخزن يعقد لوازم المطبخ. ولكى يمنع الحرارة التي تصدر من مداخن الطهي التي أصبحت لا تطاق/ غير محتملة، فقد كان المطبخ طويل مثل الحوائط الساترة لتوفير مساحة كبيرة لامتصاص الحرارة. وكان البرج الغربى يحتوى على ينبوع، حيث تُضخ المياه للمنزل.
وكان يوجد على امتداد الجدار الشرقى كنيسة صغيرة، وصالة، وغرفة انتظار. ولملائمة الكنيسة الصغيرة، فالحائط الساتر كان على مقربة من الزاوية الشمالية الشرقية 9 اقدام (2.7متر) اعمق للخندق من بقية الجدار على طول الجانب الشرقى. وكان يوجد في الجنوب مباشرة للكنيسة، المقر الرئيسى للسيد واسرته. وكانت المبانى طوابق عالية وتدمج الطابق السفلى/ القبو.ولم يكن التخطيط الدقيق للغرف واضحا.

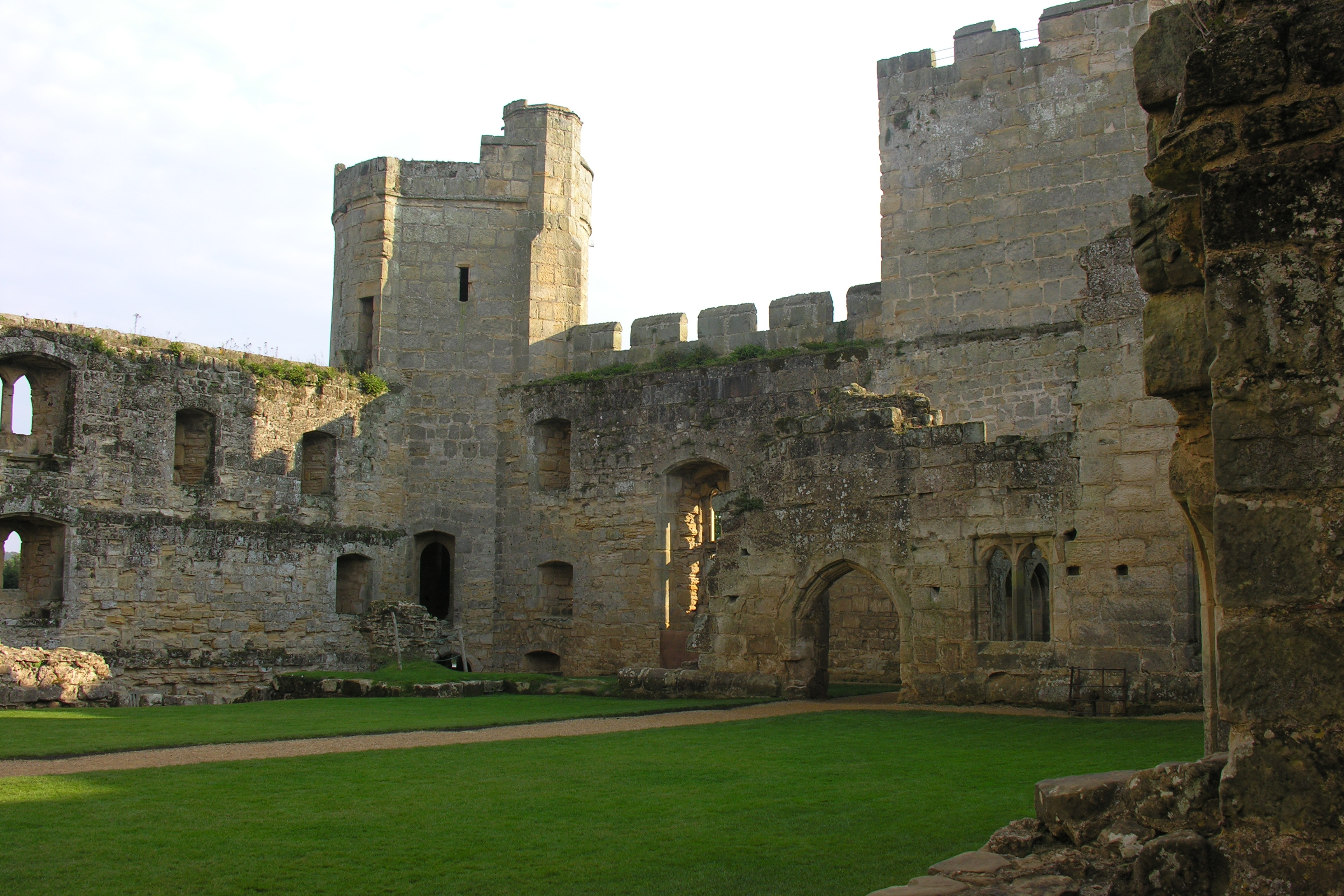
البقايا من النطاق الجنوبى من القلعة.

كان هناك قاعة اضافية ومطبخ مُرتبين على طول الجدار الغربى؛ ومن غير المؤكد ما اُسسُتخدمت فيه، وذلك على الرغم من انه من المحتمل انها كانت تهدف/تقصد لتوفير الخدم في المنزل.لم يكن ب «قاعة الخدم» نوافذ على جانبها الغربى وكانت مظلمة نسبيا مقارنة بالقاعة/الصالة الكبيرة. أيضا، في حين انه كان بالقاعة الكبرى مدفأة كبيرة، فلم تكن «قاعة الخدم» بها. كانت القاعة مجاورة للمطبخ، حيث كانت مُوصلة به مباشرة، بلا وجود شاشات بالممر بينهم. وكان فوق «قاعة الخدم»، التي كانت مقتصرة/ محصورة على الطابق الارضى، كان يوجد غرفة بلا مدفأة ولا قصد معين.
كان شرق بوابة الحراسة مبنى مكون من طابقين مع قبو. كان الطابق السفلى يُستخدم في التخزين في حين ان الطابقين اعلاه طابقين للإقامة. لم يكن الغرض من هذه المبانى على طول الطرف الغربى من النطاق الشمالى غير مؤكد. أدت الترتبيات المتفرقة، مع توفير القليل من الإضاءة، إلى الاقتراحات التي كانت تُستخدم كاسطبلات، ومع ذلك لم يكن هناك صرف صحى التي ترتبط عادة بالاسطبلات. وكان البرج في الركن الشمالى الغربى من القلعة لديه خزانات وموقد في كلا من الطوابق الثلاثة الارضية، وكان يوجد قبو بالاسفل.

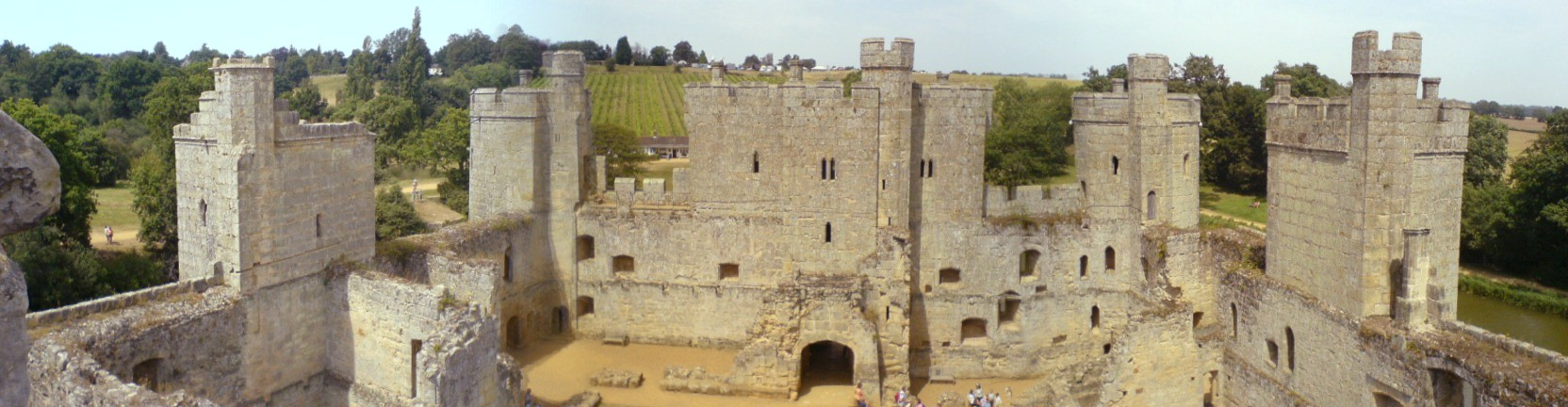
السطح الداخلى لقلعة بوديام من الجهة الجنوبية. والجزء الخلفي من بوابة الحراسة يوضع في المركز